# Бадовский, Дмитрий Владимирович
Дми́трий Влади́мирович Бадо́вский (род. 20 апреля 1973 в Москве) — российский политолог, председатель Совета директоров некоммерческого фонда ИСЭПИ. Кандидат политических наук, доцент.

## Биография
Окончил отделение политологии философского факультета Московского государственного университета им. М. В. Ломоносова (1995). В 1995 в течение одного семестра проходил обучение в магистратуре по политическим наукам МГИМО-IEP, созданной на базе Московского государственного института международных отношений и Института политических исследований (Франция). Кандидат политических наук (1997; тема диссертации: «Правящие элиты России: основные этапы становления и тенденции трансформации советской модели»), доцент.
- В 1995—2001 — ассистент, старший преподаватель, доцент кафедры политического процесса России философского факультета МГУ им. М. В. Ломоносова.
- В 2002—2006 — доцент кафедры мировой и российской политики философского факультета МГУ им. М. В. Ломоносова.
- Одновременно с основной деятельностью в МГУ им. М. В. Ломоносова работал экспертом программ региональных исследований в Общественном фонде перспективных исследований «Бастион», аналитическом центре газеты «Известия», Центре изучения институтов гражданского общества, Институте гражданского общества и частной собственности.
- В 2000—2001 — член Рабочей группы Государственного совета России по подготовке предложений о системе органов государственной власти и управления в Российской Федерации.
- С 2000 — руководитель отдела специальных программ, затем заместитель директора Научно-исследовательского института социальных систем при МГУ им. М. В. Ломоносова.
- В 2000—2002 — член редколлегии аналитического журнала «Россия: мониторинг, анализ, прогноз».
- 28 сентября 2007 указом президента России назначен членом Общественной палаты Российской Федерации.

2008—2009 год член Общественной палаты Российской Федерации второго состава
2011—2012 год помощник заместителя председателя — главы аппарата Правительства Российской Федерации
С января по август 2012 года — заместитель начальника управления внутренней политики Администрации Президента РФ.
10 октября 2012 года организовал и возглавил в должности председателя совета директоров НКО Фонда «Института социально-экономических и политических исследований».
31 мая 2014 года избран членом Общественной палаты России 5-го состава, получивший в ходе интернет голосования 37 398 голосов.
Основные направления научной деятельности:
- политические отношения и политический процесс в современной России;
- региональные политические исследования;
- теория и практика государственного территориального управления;
- российская модель федерализма;
- региональные политические режимы;
- теория государственного строительства;
- проблемы глобализации.

## Некоторые труды
Автор более 20 опубликованных научных работ и многочисленных публикаций в СМИ по различным аспектам современного политического и социально-экономического развития России, в том числе:
- Трансформация политической элиты в России — от «организации профессиональных революционеров» к «партии власти» // Политические исследования. 1994, № 6;
- Политическая антропология. М., 1995 (в соавторстве);
- Советская политическая элита: от «организации профессиональных революционеров» к номенклатурной системе // Вестник Московского университета. Серия 12. Политические науки. 1995, № 1;
- Региональные элиты в постсоветской России: особенности политического участия // Кентавр. 1995, № 6 (в соавторстве);
- Элитообразование в современной России в контексте отношений «центр-регион» // На рубеже веков. 1997, № 4;
- Межрегиональные ассоциации — проторегионы «нового федерализма» в России // Власть. 1999, № 7 (в соавторстве);
- Региональная политика и система отношений «регион-центр»: тенденции развития // Россия: выбор пути. М., 1999;
- Самарская область // Россия накануне думских выборов 1999 года. М., 1999;
- Проблема моделирования и прогнозирования результатов региональных выборов // Вестник Московского университета. Серия 12. Политические науки. 2000, № 4;
- Система федеральных округов и институт полномочных представителей Президента РФ: современное состояние и проблемы развития // Полпреды президента: проблемы становления нового института. М., 2001;
- Эволюция политической системы: от модели «тотального диалога» к «огосударствлению элиты» // «Реконструкция» государства: современные задачи и организация эффективной исполнительной власти. М., 2001;
- Актуальные вопросы преподавания политической регионалистики на отделении политологии философского факультета Московского университета // Вестник Московского университета. Серия 12. Политические науки. 2001, № 5;
- Региональная политика и развитие федеративных отношений в России // Современный политический процесс в России. М.: МНЭПУ, 2002 (в соавторстве).